# Sardo-modicana
La sardo-modicana est une race bovine italienne.

## Origine
Elle est issue du croisement entre les races sarda et modicana; elle appartient donc à la branche antique du rameau brun. Elle vient de Sardaigne. Son livre généalogique date de 1985, et elle a été inscrite la même année sur le registre des races à faibles effectifs. C'est une race qui n'est pas diffusée hors de sa région. L'effectif, en 2002, concerne environ 1 350 vaches et 78 taureaux en 2002.

## Morphologie
Elle porte une robe rouge sombre. Les extrémités sont plus foncées. (tour des yeux, oreilles, mufle, fouet de la queue...) Les cornes sont en lyre vers le haut. C'est une race de taille moyenne et légère. La vache mesure 135 cm au garrot pour 525 kg, et le taureau 140 cm pour 600 kg.

## Aptitudes
C'est une race classée laitière. La race est rustique, apte à se nourrir en zone aride avec des végétaux divers. En Sardaigne, l'élevage occupe la zone impropre aux cultures.